# Хованский, Иван Андреевич Большой
Князь Иван Андреевич Хованский Большой (князь Иван княж Ондреев сын Большой-Хованский; ум. 1621) — рында, голова, воевода, военный деятель и боярин во времена правления Фёдора Ивановича, Бориса Годунова, Смутного времени и правление Михаила Фёдоровича.
Имел прозвание «Бал». Представитель княжеского рода Хованских. Сын князя Андрея Петровича Хованского, старший брат Никиты, Ивана Меньшого и Андрея Андреевичей.

## Биография
В 1591 и 1593 годах стольник, смотрел в большой государев стол при приёме цесарских послов. В 1597 году упомянут при приёме английских послов. В этом же году второй рында в белом платье на торжественном мероприятии обретения мощей святого Феодора Стратилата. В 1598 году десятый голова и есаул в государевом походе на Серпухов. В 1599 году рында при представлении Государю шведского королевича Густава. В 1600—1601 годах рында при представлении Государю персидских, шведских, польских послов, шведского и польского гонца. В 1601 году послан в Епифань осматривать Сторожевой полк и возглавить в Венёве войско левой руки. В 1602—1603 годах рында при представлении царю датского королевича и стольник, первым смотрел в кривой государев стол. В 1604 году рында при приёме персидских послов.

### Смутное время
В Смутное время принимал участие в борьбе со сторонниками Лжедмитрия II и с поляками и в 1607 году был послан первым воеводою под Михайлов, бывший на стороне противников Василия Шуйского, но был отбит. В январе 1608 года в бракосочетании царя Василия Ивановича Шуйского с княжной Марией Петровной Буйносовою был седьмым в свадебном поезде. В этом же году действовал вместе с Прокопием Ляпуновым в Рязанской области и потерпел поражение под Зарайском от Александра Лисовского.
В 1610 году находился в армии князя Михаила Скопина-Шуйского, который поручил ему соединиться со шведами и занять южную часть нынешней Тверской области, чтобы препятствовать сообщению между неприятельскими отрядами. Хованскому удалось соединиться со шведами под Старицей, после чего они взяли Ржев и стали теснить Белый. На помощь полякам двинулся гетман Жолкевский, но Хованский уклонился от битвы и отступил в Можайск на соединение с князем Дмитрием Шуйским. 24 июня (4 июля) 1610 г. принимал участие участвовал в битве при Клушине, в которой русско-шведская армия Дмитрия Шуйского и Якоба Делагарди потерпела поражение от польско-литовской армии Станислава Жолкевского.

### Второе ополчение
Когда князь Дмитрий Пожарский и Кузьма Минин собрали ополчение для спасения Москвы, то и князь Хованский принял участие в походе и даже вместе с Мининым начальствовал над ратью во время перехода от Ярославля до Ростова, пока Пожарский ездил в Суздаль. Во время Московской битвы, являвшийся самым опытным командиром среди вождей Второго ополчения, был третьим воеводой Большого полка.

### Правление царя Михаила
В 1613 году, при избрании на царство Михаила Фёдоровича подписался в грамоте пятнадцатым. В 1613—1614 годах воевода в Ярославле, а весной 1615 года, на Вербное воскресенье, был пожалован в бояре. Летом 1615 года назначен первым воеводой осадной армии под Смоленском. Большую часть времени серьёзных боевых действий армия не предпринимала, так как параллельно велись переговоры о мире. 11 (21) января 1616 года русские войска нанесли поражение литовскому отряду полковника (ротмистра) Томашевского, взяв в плен более 200 человек. Это событие вошло в историю осады Смоленска, как «Томашевский побой». В марте 1616 года отозван в Москву. За осаду Смоленска получил в награду «шубу отлас золотной на соболех, пугвицы золочены, цена 71 рубль 19 алтын 4 деньги, кубок золочен с покрышкою, весу 2 гривенки 15 золотников».
В апреле принимал участие в приёме английского посла Мерика. В 1616—1617 годах ведал Владимирским судным приказом, а с июня 1617 года по 1619 год воевода в Новгороде.
Умер в 1621 году.